# Svenska Alliansmissionens ungdom
Svenska Alliansmissionens ungdom (SAU) är Svenska Alliansmissionens ungdomsförbund. Precis som moderorganisationen bildades SAU 1919. Under SAU organiseras den scoutliknande organisationen UV-scout.